# Fukuhōdō
La Fukuhōdō (福宝堂) est une société de production cinématographique japonaise, active au cours des premières années de l'histoire du cinéma au Japon.

## Contexte
La Fukuhōdō est fondée en 1910 lorsque Kenzō Tabata construit une chaîne de salles de cinéma permanentes à Tokyo. Pour fournir ces huit salles, Tabata crée un département de production, avec un studio de prise de vues situé dans le quartier Nippori de l'arrondissement d'Arakawa,. La société connaît également un énorme succès avec l'importation des films français de la série des Zigomar qui « ont un impact majeur sur la culture cinématographique japonaise ».

## Fusion
La Fukuhōdō est une des principales sociétés de production du Japon jusqu'en 1912, année de la fusion avec la Yoshizawa Shōten, la Yokota Shōkai et la M. Pathe pour former la Nikkatsu. Quelques-uns des employés de la Fukuhōdō qui ne participent pas à la fusion, comme Kisaburō Kobayashi par exemple, créent plus tard la Tenkatsu qui exploite le système Kinémacolor, acquis avant la fusion mais caché à la Nikkatsu. Le centre national du cinéma du Musée d'art moderne de Tokyo se trouve à présent où se tenait la première salle de la Fukuhōdō, le Daiichi Fukuhōkan, dans le quartier Kyōbashi de l'arrondissement de Chūō-ku.

## Source de la traduction
- (en) Cet article est partiellement ou en totalité issu de l’article de Wikipédia en anglais intitulé « Fukuhōdō » (voir la liste des auteurs).